# Clorinda Málaga
Clorinda Mercedes Málaga Bravo (Lima, 3 de julio de 1905-Lima, 17 de septiembre de 1993) fue una socialite peruana, segunda esposa del presidente peruano Manuel Prado Ugarteche. Se desempeñó como Primera dama del Perú desde 1958 hasta 1962.

## Biografía

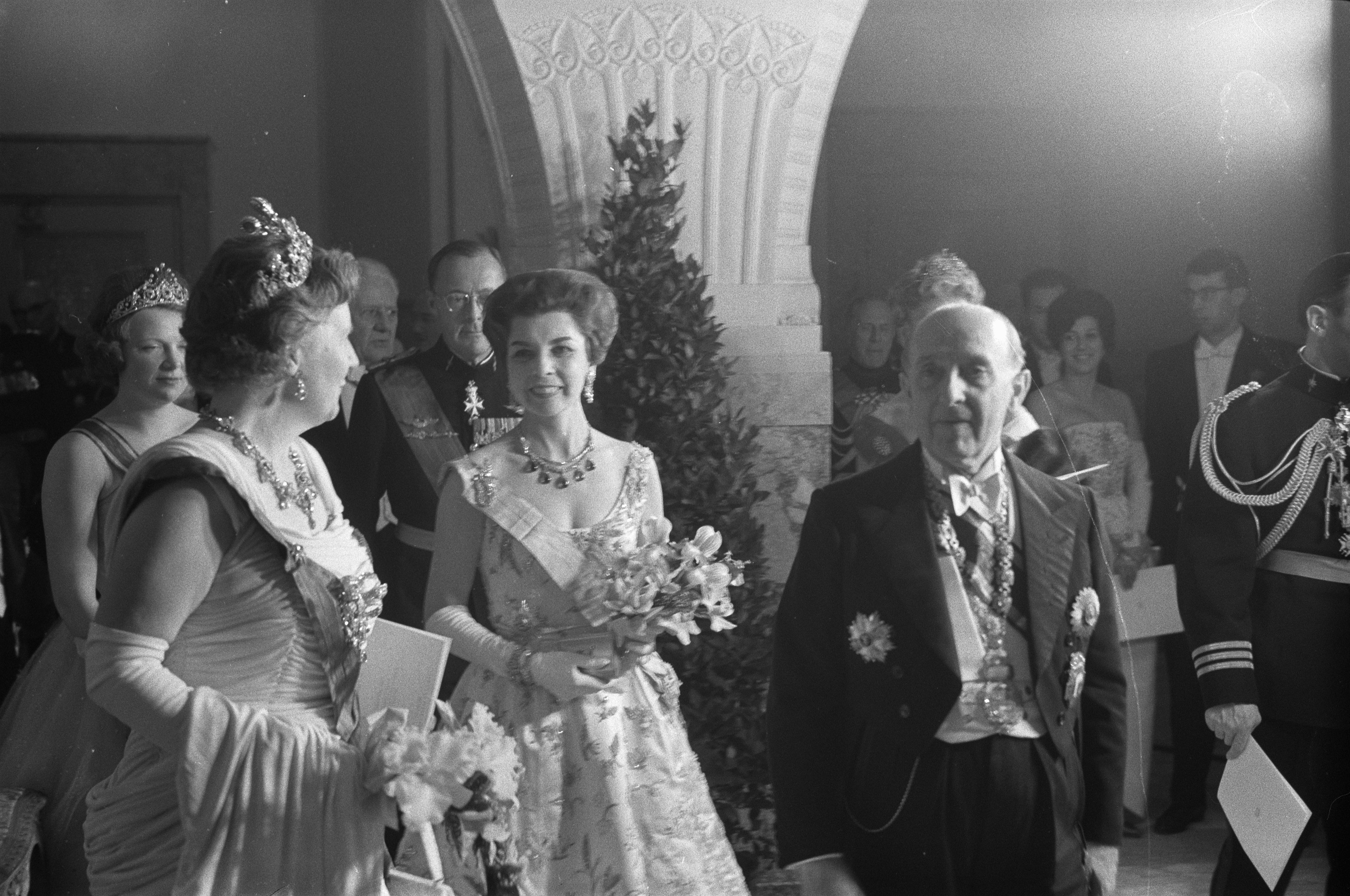
Clorinda Málaga junto a Manuel Prado y la reina Juliana en una visita de Estado a los Países Bajos, 1960.

Hija del acaudalado empresario minero y exministro de Estado Fermín Málaga Santolalla, y de Clorinda Bravo Bresani. Fue educada en el exclusivo Colegio Sagrado Corazón Sophianum de Lima, y luego en Inglaterra y París.
A inicios de los años treinta, Manuel Prado Ugarteche regresó a Lima desde Europa para asumir como presidente del Banco Central de Reserva. Clorinda Málaga asistió a la recepción que se realizó por el nombramiento y conoció a Prado, que era hijo del presidente Mariano Ignacio Prado y estaba casado con Enriqueta Garland Higginson, con quien tenía dos hijos.
Manuel Prado asumió la presidencia de la república en 1939, y su esposa asumió el título de primera dama. Sin embargo, se conocía que Prado y su esposa se encontraban separados. Al finalizar el gobierno, Prado pasó a residir en París, donde continuó su relación con Clorinda Málaga.
En 1956, Prado volvía a asumir la presidencia. Pero, para ese tiempo, ya estaba separado de Enriqueta Garland, de la que finalmente se divorciaría en 1958, consiguiendo que el papa Pío XII anule el matrimonio para casarse con Clorinda Málaga, hecho que causó polémica en la sociedad limeña.
Clorinda y Manuel se casaron en la capilla del Palacio de Gobierno. La unión fue muy controvertida, tanto que el arzobispo de Lima Juan Landázuri Ricketts encargó la celebración de la ceremonia al obispo auxiliar José Dammert. Del mismo modo, un grupo de señoras protestó en la plaza de Armas de Lima. 
Clorinda Málaga asumió el cargo de primera dama y, rápidamente, se hizo mundialmente conocida por su elegancia. La primera dama fue elegida por el Daily Herald de Londres, como una de las mujeres más elegantes del mundo. Además, fue mencionada en prestigiosas revistas como la edición estadounidense de Vogue. Realizó, junto con Manuel Prado, visitas de Estado a diferentes países como Estados Unidos, Francia, los Países Bajos, el Reino Unido, Suiza, Italia y Alemania, donde fueron recibidos por el presidente Kennedy y su esposa, el Principe Felipe (Duque de Edimburgo y Cónyuge de la Reina Isabel II), el general De Gaulle y la reina Juliana.
El 18 de julio de 1962, el general Ricardo Pérez Godoy realizó un golpe de Estado al presidente Prado, quien se exilió a París junto con su esposa.
Clorinda Málaga y Manuel Prado vivieron en la avenida Foch de París. En 1967, Prado falleció en la capital francesa y Clorinda permaneció veintiséis años más en la ciudad, hasta que regresó a Lima para tratarse una enfermedad al corazón.
En septiembre de 1993, Málaga falleció y fue enterrada en el Cementerio Presbítero Maestro, junto a Manuel Prado.

## Condecoraciones
- Dama de gracia magistral de la Soberana Orden Militar de Malta
- Gran Cruz de la Orden El Sol del Perú